# كأس الغارفي 1994
كأس الغارفي 1994 هو الموسم 1 من كأس الغارفي. أقيم خلال الفترة 16 مارس 1994 وحتى 20 مارس 1994، وكان عدد الأندية المشاركة فيه 6، وفاز فيه منتخب النرويج لكرة القدم للسيدات.